# Luca Vettori
Luca Vettori (Parma, Italia; 26 de abril de 1991) es un jugador profesional de voleibol italiano. Ocupa la posición de opuesto en la  selección italiana y en el Trentino Volley.

## Trayectoria

### Clubes
Empieza a jugar en 2007 en el segundo equipo del Volley Piacenza en la Quinta División de Italia, ascendiendo a la Cuarta en la temporada siguiente.
Entre 2009 y 2012 juega cedido en el Pallavolo Parma de Tercera División por una temporada y en el Club Italia (el equipo de la federación) por dos, junto a otro talento de su generación, el receptor/atacante Filippo Lanza.
En verano 2012 regresa a Piacenza y debuta en la  Serie A1; en el mismo año levanta la Challenge Cup tras vencer a los rusos del VK Ural Ufa. En la temporada siguiente triunfa también en ámbito nacional: el 9 de marzo de 2014 el Volley Piacenza gana la primera Copa Italia de su historia en derrotar por 3-0 el Sir Safety Perugia; Vettori es el máximo anotador del equipo con 16 puntos.
En la temporada 2014/2015 ficha por el Pallavolo Modena y en enero de 2015 repite título en la Copa Italia, anotando 13 puntos en la victoria por 3-1 sobre el Trentino Volley. En 2015/16 gana Supercopa, Campeonato e Copa de Italia, siendo uno de los mayores protagonistas del equipo de Emilia. Tras ganar otra Supercopa en 2016/17 en mayo de 2017 ficha por el Trentino Volley.

### Selección
Debuta en la  selección italiana en 2012, con la cual gana la medalla de plata en el campeonato europeo de 2013 y las de bronce en la Liga Mundial de 2013 y de  2014 y en la Grand Championship Cup de 2013. En 2015 se apunta la medalla de plata en la Copa Mundial y la de bronce en el  campeonato europeo. En 2016 participa en los Juegos Olímpicos de Río de Janeiro 2016 donde consigue la medalla de plata.

## Palmarés

### Clubes
- Campeonato de Italia (1): 2015-16
- Copa de Italia (3) : 2013-14, 2014-15, 2015-16
- Challenge Cup (1): 2012-13
- Supercopa de Italia (2) : 2015, 2016
- Copa Mundial de Clubes (1): 2018
- Copa CEV (1): 2018-19